# كاريل بروكنر
كاريل بروكنر، من مواليد 13 نوفمبر 1939 في أولوموتس في تشيكوسلوفاكيا، لاعب كرة قدم تشيكوسلوفاكي سابق، ومدرب كرة قدم تشيكي حالي.
بدأ مسيرته الكروية مع نادي سيغما أولوموتس في عام 1957، ولعب معهم حتى عام 1972، وفي موسم 1972/1973 انتقل إلى نادي بانيك أوسترافا، وبعدها اعتزل لعب كرة القدم.
في عام 1973 درب نادي سيغما أولوموتس حتى عام 1977، وفي موسم 1978/1979 درب نادي إف كا بروستيوف، وفي موسم 1979/1980 درب نادي زبرويوفكا برنو، وفي موسم 1981/1982 عاد إلى نادي سيغما أولوموتس، وفي عام 1983 درب منتخب تشيكوسلوفاكيا لكرة القدم تحت 21 سنة، ودربهم حتى عام 1984، في عام 1985 درب نادي سيغما أولوموتس مرة أخرى، واستمر في تدريبهم حتى عام 1987، وفي موسم 1988/1989 درب نادي جيلينا، وفي عام 1989 درب نادي بانيك أوسترافا، واستمر في تدريبهم حتى عام 1991، وفي عام 1992 درب نادي سيغما أولوموتس، واستمر معهم حتى 1994، وفي موسم 1994/1995 درب نادي بيترا درنوفيتسه، وفي موسم 1995/1996 درب نادي إنتر سلوفنافت براتيسلافا، وفي موسم 1997/1998 درب نادي سيغما أولوموتس، في عام 1998 انتقل إلى تدريب منتخب التشيك لكرة القدم تحت 21 سنة، واستمر معهم حتى عام 2001، وفي عام 2002 انتقل إلى تدريب منتخب التشيك لكرة القدم، وهو يدربهم حتى الآن.